# Gilbert Durand
Pour les articles homonymes, voir Durand.
Gilbert Durand (1er mai 1921 à Chambéry – 7 décembre 2012 à Rumilly) est un philosophe français connu pour ses travaux sur l'imaginaire et la mythologie.
Disciple de Bachelard, il théorise une réhabilitation de l'imaginaire, pendant longtemps dévalué par la pensée occidentale et relégué au statut de "folle du logis". Il va plus loin encore en montrant que l'Image et la Raison peuvent être complémentaires, et même le primat de l'image sur l'idée.
Il propose une méthode nouvelle fondée sur la symbologie, qui se caractérise par l'emploi de la mythocritique afin d'étudier le mythe dans les textes littéraires. La mythocritique mène à la mythanalyse qui consiste en l'analyse du mythe dans le contexte plus large de la société.
Son approche est pluridisciplinaire, il mêle à son étude philosophique l'étude des mythes, l'histoire des religions, la psychologie des profondeurs et l'anthropologie.
Il propose une classification générale des symboles et des archétypes en deux régimes : diurne et nocturne. Cette distinction permet de caractériser l'imaginaire des individus, des sociétés et des civilisations. Dans le régime diurne, il classe la structure schizomorphe, qui correspond au moment philosophique de l'antithèse. Le régime nocturne se divise en structure mystique (ambivalente) et structure synthétique (dialogique).

## Biographie
Gilbert Durand naît le 1er mai 1921 à Chambéry (Savoie), de parents originaires du Dauphiné.
En 1940, il s'engage dans les Forces françaises libres. Il devient le chef du réseau de résistance Gallia-Kasanga pour la Savoie. Il est membre du 5*TM bureau de l'Armée secrète. Il est résistant dans le maquis du Vercors.
Agrégé de philosophie en 1947, il enseigne la philosophie au Lycée Vaugelas jusqu'en 1956. Il devient ensuite professeur titulaire de sociologie et d’anthropologie à l'université Grenoble II jusqu'à sa retraite en 1982.

En 1985 Fernand Schwarz rapporte ainsi la synthèse de son apport:

« La révolution anthropologique réalisée par Gilbert Durand consiste à affirmer que l’imaginaire est l’ensemble des images et relations d’images constituant le capital pensé de l’Homo Sapiens et qu’il est le dénominateur fondamental où viennent se ranger toutes les procédures de la pensée humaine. L’homo Sapiens se définit comme Homo symbolicus...
La «Raison autre» de Gilbert Durand ramène ainsi la conscience de l’homme, déchirée par la logique, vers une voie de concorde et de synthèse. »

Il est le cofondateur - avec Léon Cellier et Paul Deschamps en 1966 - et le directeur du Centre de recherche sur l'imaginaire.
De 1964 à 1988, il participe au Cercle d'Eranos après y avoir été introduit par Henry Corbin. Il y côtoie entre autres Mircéa Eliade, Gershom Scholem, Adolf Portmann.
Il fonde, avec Michel Maffesoli, en 1988, les Cahiers de l'imaginaire.
Il a peint de nombreux tableaux, dont une partie fut exposée en janvier 2015, à Chambéry.
Il est franc-maçon, membre de la Grande Loge nationale française,.

## Controverse
Gilbert Durand, absent lors de la soutenance, a fait partie du jury de la thèse controversée de sociologie soutenue en 2001 à la Sorbonne par l'astrologue Élizabeth Teissier.

## Distinctions
- Professeur émérite de l'Université de Grenoble[8] ;
- Docteur honoris causa de l'université Nouvelle de Lisbonne ;
- 2000 : Juste parmi les nations, décerné par Yad Vashem[9][source insuffisante]. La médaille lui est remise en 2001 à Chambéry ;
- 2007 : commandeur de la Légion d'honneur, pour ses actions dans la Résistance ;
- Croix de guerre 1939-1945 avec palmes ;
- Officier du Mérite de la République italienne[8] ;
- Médaille de la Résistance[8], avec rosette ;
- Médaille de la déportation et de l'internement pour faits de Résistance[8].

## Ouvrages
Il laisse une œuvre de plus de 350 ouvrages et articles scientifiques connus à ce jour qui a ouvert et inspiré une voie à une réflexion dont se réclament de nombreux centres de recherche dans le monde sur la pensée symbolique.
- Les Structures anthropologiques de l'imaginaire, Paris, Dunod (1re édition Paris, P.U.F., 1960).
- Le Décor mythique de la Chartreuse de Parme. Les structures figuratives du roman stendhalien, Paris, José Corti (1961)[10]
- L'Imagination symbolique, Paris, PUF (1re édition en 1964).
- Sciences de l’homme et tradition. Le nouvel esprit anthropologique, Paris, Albin Michel (1re éd. Tête de feuille-Sirac, Paris, 1975).
- Figures mythiques et visages de l’œuvre. De la mythocritique à la mythanalyse, Paris, Berg International, 1979.
- L'Âme tigrée, Paris, Denoël, 1980.
- La Foi du cordonnier, Paris, Denoël, 1984.
- Beaux-arts et archétypes. La religion de l’art, Paris, P.U.F., 1989.
- L'Imaginaire. Essai sur les sciences et la philosophie de l’image, Paris, Hatier, 1994.
- Introduction à la mythodologie. Mythes et sociétés, Paris, Albin Michel, 1996.
- Champs de l’imaginaire, textes réunis par Danièle Chauvin, Grenoble, Ellug, 1996.
- Les Mythes fondateurs de la franc-maçonnerie, Paris, Dervy, 2002.
- Structures. Éranos I, préface de Michel Maffesoli, Paris, Éditions de la Table ronde, coll. « Contretemps », 2003.
- La sortie du XXe siècle. Introduction à la mythodologie, Figures mythiques et visages de l’œuvre, L'Âme tigrée, Un comte sous l'acacia, réédition des quatre ouvrages, préface de Michel Maffesoli, Paris, CNRS Éditions, 2010.

En collaboration: 
- & Simone Vierne, Le Mythe et le Mythique, Paris, Albin Michel, 1987.
- & Sun Chaoying, Mythes, thèmes et variations, Paris, Desclée de Brouwer, 2000.